# Chocerady
Chocerady är en ort i Tjeckien.   Den ligger i regionen Mellersta Böhmen, i den centrala delen av landet, 40 km sydost om huvudstaden Prag. Chocerady ligger 290 meter över havet och antalet invånare är 986.
Terrängen runt Chocerady är varierad. Chocerady ligger nere i en dal. Runt Chocerady är det ganska tätbefolkat, med 54 invånare per kvadratkilometer. Närmaste större samhälle är Benešov, 13,1 km sydväst om Chocerady. I omgivningarna runt Chocerady växer i huvudsak blandskog.